# Slađan
Slađan je moško osebno ime.

## Izvor imena
Ime Slađan je moška oblika ženskega osebnega imena Slađana.

## Različice imena
Sladjan, Sladoje, Sladoljub, Sladžan, Slađenko 

## Pogostost imena
Po podatkih Statističnega urada Republike Slovenije je bilo na dan 31. decembra 2007 v Sloveniji število moških oseb z imenom Slađan: 108.

## Osebni praznik
Imena Slađan ni v krščanskem koledarju.